# Digimon
Digimon (デジモン?, Dejimon) è un media franchise giapponese che comprende anime, manga, giocattoli, videogiochi, giochi di carte collezionabili e altri media, reso popolare soprattutto grazie alle dieci serie animate, ideate da Akiyoshi Hongo a partire dal 1999 e prodotte dalla Toei Animation.

Logo americano di Digimon Adventure

Il gruppo Digimon protagonista di Digimon Adventure

Digimon è l'abbreviazione di Digital Monsters (デジタルモンスター?, Dejitaru monsutā), cioè mostri digitali, che caratterizzano la serie e vivono in un universo parallelo al nostro: Digiworld, il mondo digitale, che si è sviluppato dalle varie reti di comunicazione presenti sulla Terra.
I Digimon sono inoltre protagonisti, oltre all'anime e al manga, di alcuni film d'animazione, vari giocattoli, svariati videogiochi, giochi di carte collezionabili.
Il franchise di Digimon nasce nel 1997 come virtual pet, ovvero come spinoff e versione maschile del Tamagotchi, famoso gioco digitale lanciato sempre dalla Bandai; le funzioni e le caratteristiche del Digimon virtual pet sono le stesse del Tamagotchi ma con l'aggiunta degli allenamenti, delle evoluzioni e dei combattimenti tra i mostri (unendo il proprio virtual pet con quello di un amico). L'anime di Digimon è una serie d'avventura in cui rientrano alcuni elementi tipici dell'iniziazione dall'infanzia all'età adulta.

## Concezione e creazione
Il creatore di Digimon è Akiyoshi Hongo; Akiyoshi Hongo non è altro che lo pseudonimo e l'unione dei nomi delle tre figure più importanti per la creazione di Digimon, ovvero Aki Maita (uno dei due creatori del Tamagotchi originale), Hiroshi Izawa (autore del primo manga di Digimon) e Takeichi Hongo (direttore marketing di Bandai nel 1997). 
Invece il creatore e realizzatore della maggior parte dei design dei Digimon è l'illustratore e disegnatore Kenji Watanabe, che per il character design di alcuni mostri digitali si è ispirato anche a fumettisti occidentali come Simon Bisley e Todd McFarlane.

## Caratteristiche
I Digimon nascono da uova particolari, chiamate "Digiuova". Nell'iterazione inglese esiste un altro tipo di digiuovo che può essere usato per permettere ad un Digimon di digievolvere, ovvero trasformarsi. Questo secondo tipo di digiuovo viene chiamato "Digimental" in giapponese. Tramite la "Digievoluzione", i Digimon sono in grado di diventare più potenti e cambiano nell'aspetto. L'effetto della Digievoluzione, tuttavia, non è permanente nei Digimon compagni dei personaggi principali nell'anime, infatti i Digimon che hanno effettuato la Digievoluzione la maggior parte della volte regrediranno alla loro forma precedente dopo una battaglia o se sono troppo stanchi o malridotti per continuare. Alcuni Digimon possono considerarsi selvaggi e sono quindi feroci. La maggior parte di essi, tuttavia, si distingue per la propria intelligenza e per la padronanza della lingua umana. I Digimon sono tutti in grado di digievolvere autonomamente, ma l'uso del Digivice da parte dei loro eventuali partner umani lo rende molto più facile e realizzabile in tempi più brevi. In alcuni casi, come nella prima stagione, i Digiprescelti (conosciuti anche come i "bambini prescelti") devono trovare alcuni oggetti speciali come i Digimedaglioni e le Digipietre per permettere ai propri Digimon di raggiungere nuovi stadi di Digievoluzione come quello "evoluto" e quello "mega".
Il primo anime dei Digimon introduce il ciclo vitale dei Digimon: questi invecchiano in un processo simile a quello degli organismi viventi, ma non muoiono mai per cause naturali perché sono fatti di dati riconfigurabili. Qualsiasi Digimon che subisce un colpo fatale si dissolverà in infinitesimali bit di dati. I dati quindi si ricomporranno automaticamente e formeranno un Digiuovo, che si schiuderà quando verrà covato nel modo giusto, e il suddetto Digimon ricomincerà il suo ciclo vitale. I Digimon reincarnati in questo modo a volte conserveranno alcuni o tutti i ricordi della loro vita precedente, come Wormmon in Digimon Adventure 02. In ogni caso, se i dati di un Digimon vengono completamente distrutti, questo morirà, come Frigimon e altri Digimon in Digimon Savers.

## Serie animate
Il 6 marzo 1999 fu prodotto il primo film sui Digimon, Digimon Adventure, che fu proiettato nei cinema in Giappone. Originariamente, Digimon Adventure doveva essere solo un film breve, ma, quando ne fu finita la sceneggiatura, ci fu una richiesta affinché Digimon diventasse anche uno show televisivo per bambini. Il 7 marzo 1999, iniziarono a mandare in onda la prima serie di Digimon, in risposta al film, che ne portava lo stesso nome: Digimon Adventure. Sarebbero seguite altre sette serie, le prime cinque delle quali con dei film propri in aggiunta alla serie TV, e la serie fu doppiata per la distribuzione nei mercati d'Occidente che sarebbe avvenuto nell'autunno di quello stesso anno. L'anime fu ovviamente una pubblicità per i successivi giochi di carte di Digimon, con Hyper Colosseum in Giappone e successivamente con Digi-Battle in America, e per altri videogiochi. La serie animata è la parte più conosciuta dell'universo dei Digimon, nonché il suo fulcro principale, ed è la promotrice della maggior parte della sua popolarità.
"Digimon" sta per "Digital Monsters", ovvero mostri digitali. Secondo la serie, i Digimon sono abitanti di "Digiworld", il mondo digitale, una manifestazione dei sistemi di telecomunicazioni della Terra. La storia parla di un gruppo di ragazzi, per la maggior parte preadolescenti, i cosiddetti "Bambini Prescelti" (o Digiprescelti), che accompagnano nelle loro avventure Digimon speciali, nati per difendere il loro mondo (e il nostro) da varie forze malvagie. Per aiutarli a sormontare gli ostacoli più difficoltosi che incontrano in entrambi in mondi, i Digimon hanno la facoltà di digievolvere. Durante questo processo, i Digimon cambiano aspetto e diventano molto più forti, spesso cambiando anche del tutto la loro personalità. Il gruppo di ragazzi che viene in contatto con Digiworld cambia da stagione a stagione, con l'eccezione delle prime due serie.
Al 2025 esistono undici serie dedicate ai Digimon: Digimon Adventure, Digimon Adventure 02, Digimon Tamers, Digimon Frontier, Digimon Savers, Digimon Fusion Battles, Digimon Adventure tri. e Digimon Universe: Appli Monsters, Digimon Adventure:, Digimon Ghost Game e Digimon Beatbreak. Le prime due serie, e la settima, hanno luogo nello stesso universo immaginario, ma la terza, la quarta, la quinta, la sesta e l'ottava occupano ognuna il loro mondo a parte (nel caso di Digimon Tamers, l'universo riscontrato nella saga Adventure viene raccontato come è in realtà, ovvero come una serie TV con il suo merchandise, cosa che porta ognuno dei protagonisti a possedere delle carte da gioco di Digimon). Inoltre, per ogni serie, eccezion fatta per la sesta e l'ottava, sono stati prodotti diversi film. La settima, invece, è una vera e propria serie cinematografica. I Digimon sono sempre molto popolari, in quanto nuovi deck di carte, videogiochi e film sono ancora in produzione o in attesa di essere pubblicati. La sesta stagione dell'anime Digimon, Digimon Fusion Battles ha cominciato infine ad essere trasmessa il 6 luglio 2010. In relazione a questa sono stati realizzati due nuovi giochi di carte, Digimon Xros Wars Super Digica Taisen, il quale fa anche ausilio di un cabinato arcade, e Digimon Jintrix, piuttosto unico nel suo genere poiché è un gioco che si gioca online su di un portale ufficiale i cui server hanno aperto ufficialmente il 25 febbraio 2011, e un videogioco, Digimon Story: Super Xros Wars.
Digimon viene prodotto dalla Toei Animation e dalla Bandai del Giappone. Le serie sono state tutte mandate in onda in Giappone dalla Fuji Television, ad eccezione di Xros Wars che viene trasmessa dalla TV Asahi.
| N. | Serie                            | Prima TV Giappone | Prima TV Italia | Episodi |
| -- | -------------------------------- | ----------------- | --------------- | ------- |
| 1  | Digimon Adventure                | 1999-2000         | 2000            | 54      |
| 2  | Digimon Adventure 02             | 2000-2001         | 2001-2002       | 50      |
| 3  | Digimon Tamers                   | 2001-2002         | 2002-2003       | 51      |
| 4  | Digimon Frontier                 | 2002-2003         | 2003-2004       | 50      |
| 5  | Digimon Savers                   | 2006-2007         | Inedita         | 48      |
| 6  | Digimon Fusion Battles           | 2010-2012         | 2013            | 79      |
| 7  | Digimon Adventure tri.           | 2015-2018         | Inedita         | 6       |
| 8  | Digimon Universe: Appli Monsters | 2016-2017         | Inedita         | 52      |
| 9  | Digimon Adventure:               | 2020-2021         | Inedita         | 67      |
| 10 | Digimon Ghost Game               | 2021-2023         | Inedita         | 67      |
| 11 | Digimon Beatbreak                | 2025              | Inedita         |         |

### Digimon Adventure
Digimon Adventure (デジモンアドベンチャー?, Dejimon Adobenchā) è la prima serie televisiva dedicata ai Digimon. Cominciò ad essere messa in onda il 7 marzo 1999 in Giappone su Fuji TV e Kids Station e il 14 agosto 1999 negli Stati Uniti su Fox Kids, doppiata dalla Saban Entertainment per la versione inglese nordamericana. La storia racconta di un gruppo di sette bambini che, mentre si trovano al campo estivo, si ritrovano improvvisamente a Digiworld, mondo abitato da creature conosciute come Digimon, dove i sette scoprono di essere i Digiprescelti e di essere costretti a salvare sia il mondo digitale sia quello reale dal male. Ad ogni bambino viene consegnato un Digivice, ognuno dei quali aveva selezionato il proprio "prescelto", trasportandolo a Digiworld, e forma un legame speciale con un Digimon particolare, che diverrà il suo partner, così che Tai ad esempio è in coppia con Agumon, mentre Matt ha come Digimon partner Gabumon. I bambini vengono aiutati da una particolare entità digitale chiamata Gennai, che li aiuta tramite degli ologrammi. I Digivice aiutano i Digimon loro alleati a digievolvere in creature più forti durante i momenti di pericolo. I Digimon spesso raggiungono forme più potenti quando i loro partner umani si trovano in situazioni pericolose, ad esempio combattendo le forze del male rappresentate da Devimon, Etemon e Myotismon. Il gruppo dei Digiprescelti consisteva inizialmente di sette bambini: Tai Yagami, Matt Ishida, Sora Takenouchi, Izzy Izumi, Mimi Tachikawa, Joe Kido e TK Takaishi, fratellino di Matt. Successivamente, durante lo svolgersi della serie, un ottavo bambino si aggiunge al gruppo: si tratta di Kari Yagami, sorella minore di Tai. Dopo che il gruppo si riunisce con l'ottavo digiprescelto, tornano a Digiworld per affrontare i Padroni delle tenebre e infine Apokarimon, l'ultimo antagonista di questa serie.

### Digimon Adventure 02
Digimon Adventure 02 (デジモンアドベンチャー02?, Dejimon Adobenchā 02) è la seconda serie dedicata ai Digimon, seguito diretto della prima, che iniziò ad essere messa in onda il 2 aprile 2000. Tre anni dopo la battaglia finale contro Apokarimon, con la maggior parte dei Digiprescelti originali ormai tredicenni/quattordicenni e alla scuola media o superiore, Digiworld in teoria doveva essere un luogo sicuro e pacifico. Tuttavia, il male ha nuovamente preso piede nel mondo digitale sotto forma dell'Imperatore Digimon che, al contrario dei nemici precedenti, è in realtà un essere umano proprio come i Digiprescelti. L'Imperatore Digimon sta schiavizzando i Digimon con gli Anelli del Male e gli Obelischi di Controllo, rendendo impossibile, grazie a questi ultimi, la Digievoluzione standard. Tuttavia, otto Digiuova rappresentanti i valori fondanti degli otto Digiprescelti originali (Coraggio, Amicizia, Amore, Conoscenza, Sincerità, Affidabilità, Speranza e Luce) sono state assegnate a tre nuovi Digiprescelti, Davis Motomiya, Yolei Inoue e Cody Hida, accompagnati dai "veterani" TK e Kari, Digiprescelti della serie precedente, consentendo ai loro Digimon partner di poter avviare un nuovo processo di Digievoluzione. Questa nuova Digievoluzione, la Armordigievoluzione o Digievoluzione Armor, aiuta i nuovi Digiprescelti a sconfiggere il male in agguato a Digiworld. Infatti, i Digiprescelti riescono a sconfiggere l'Imperatore Digimon, comunemente noto come Ken Ichijouji nel mondo reale (in cui è più o meno un rivale di Davis), solo con il grande sacrificio del Digimon partner di Ken, Wormmon, in seguito al quale il ragazzo capisce nel peggiore dei modi la gravità degli errori commessi e abbandona per sempre i panni dell'Imperatore Digimon. Ma, proprio quando le cose sembrano stare tornando nel verso giusto, nuovi nemici Digimon creati dagli ormai disattivati Obelischi di Controllo, iniziano ad apparire e a creare problemi a Digiworld. Per rimediare ai suoi errori passati, Ken, essendo un Digiprescelto lui stesso, si unisce ai Digiprescelti con il suo partner Wormmon, nel frattempo rinato grazie alla Bontà di Ken, per aiutarli nello scontro imminente. I sei iniziano ad avere problemi anche nel mondo reale, trovandosi a dover salvare paesi come la Francia o l'Australia da Obelischi di Controllo apparsi misteriosamente in tutto il mondo, e tutto ciò li porterà a confrontarsi con MaloMyotismon, una delle forme di livello Mega di Myotismon, nemico della stagione precedente.

### Digimon Tamers
Digimon Tamers (デジモンテイマーズ?, Dejimon Teimāzu) è la terza serie dedicata ai Digimon, trasmessa a partire dal 1º aprile 2001. La particolarità che la contraddistingue riguarda il luogo dove si svolge, visto che la stragrande maggioranza della serie ha luogo nel mondo reale piuttosto che a Digiworld, al contrario delle due serie precedenti in cui raramente i Digiprescelti agivano nel loro mondo di provenienza. Inoltre, Adventure e Adventure 02 nell'universo di Digimon Tamers sono davvero show televisivi ed esiste anche il merchandise dedicato ai Digimon (basato sugli oggetti reali), che presto diventa la chiave nel provvedere a ricavare potenziamenti vari per i veri Digimon apparsi nel mondo reale. La trama si svolge intorno alle vicende di tre Domatori: Takato Matsuki, Henry Wong e Rika Nonaka. La storia comincia con Takato che riesce a creare il suo Digimon personale strisciando una misteriosa carta blu apparsa improvvisamente nel suo card reader, che poi diventerà un D-Arc. Guilmon prende così forma dagli schizzi di Takato sul suo nuovo Digimon. L'unica connessione umana dell'universo di Tamers con quello delle due serie di Adventure è Ryō Akiyama, protagonista di alcuni videogiochi sui Digimon e che era apparso in diverse occasioni nella saga Adventure. Alcuni dei cambiamenti di questa stagione riguardano anche il modo in cui i Digimon digievolvono e in cui funzionano i Digivice. I Domatori, infatti, possono strisciare le loro carte attraverso i Digivice: ciò conferisce ai loro Digimon diversi vantaggi, come in un comune card game. Questa azione è detta "Digimodifica". Lo stesso processo avviene per permettere ai Digimon di digievolvere, ma come di consueto i sentimenti giocano una parte importante del processo digievolutivo. Al contrario della maggior parte delle serie Digimon, dove il tono della serie è adattato in modo da essere consono anche ai bambini più piccoli, Digimon Tamers assume spesso una connotazione più "tenebrosa".

### Digimon Frontier
Digimon Frontier (デジモンフロンティア?, Dejimon Furontia) è la quarta serie dedicata ai Digimon, che iniziò ad essere messa in onda il 7 aprile 2002, con cambi radicali rispetto alle tre precedenti serie, focalizzandosi principalmente su di un nuovo tipo di Digievoluzione, la Digievoluzione Spirit, grazie alla quale i cinque Digiprescelti umani, Takuya Kanbara, Koji Minamoto, JP Shibayama, Zoe Ayamoto e Tommy Hiyomi, tramite i loro Digivice e degli oggetti speciali chiamati Digispirit, possono trasformarsi in Digimon speciali chiamati "Leggendari Guerrieri". Dopo aver ricevuto inconsueti messaggi telefonici, i cinque si recano alla stazione di Shibuya della metropolitana di Tokyo e prendono un treno che li porterà a Digiworld. I cinque saranno catapultati nella lotta contro Kerpymon e i suoi emissari, anche loro Leggendari Guerrieri, sperando di vanificare i loro sforzi di impadronirsi del mondo digitale e dominarlo. Successivamente, dovranno affrontare una sfida ancora più ardua, poiché dovranno fermare i Cavalieri Reali - Dynasmon e Crusadermon - nei loro piani di distruzione di Digiworld, che prevedono di usare i dati raccolti per ridare la libertà all'antico dominatore di Digiworld: il tirannico Lucemon, sconfitto in passato dai Leggendari Guerrieri originali. In generale, Frontier assume una connotazione più leggera di Tamers, tornando allo stile di Adventure e Adventure 02.

### Digimon Savers
Digimon Savers (デジモンセイバーズ?, Dejimon Seibāzu) è la quinta serie dedicata ai Digimon, che iniziò ad essere messa in onda il 2 aprile 2006 dopo un intervallo di tre anni dalla quarta serie, ed è anche l'unica serie dei Digimon che non è stata trasmessa in Italia. Come Frontier, Savers non ha nessuna connessione con le prime tre serie e segna anche un nuovo inizio per l'universo dei Digimon, con un cambio drastico nel design dei personaggi e nella sceneggiatura, così da cercare di raggiungere una gamma di pubblico più ampia. La storia si focalizza sulle sfide affrontate dai membri della DATS ("Digital Accident Tactics Squad"), un'organizzazione creata per nascondere l'esistenza di Digiworld e dei Digimon al resto dell'umanità e per risolvere nella massima segretezza qualsiasi incidente relativo ai Digimon che fosse avvenuto sulla Terra. Successivamente la squadra DATS viene coinvolta in un enorme conflitto tra la Terra e Digiworld, scatenato da un ambizioso scienziato umano, Akihiro Kurata, determinato a voler sfruttare i Digimon per i suoi guadagni personali. La versione inglese è stata doppiata da Studiopolis e la première andò in onda sul blocco Jetix di Toon Disney il 1º ottobre 2007 alle 20:30. La Digievoluzione in Savers necessita della Digisoul ("DNA" nella versione americana) dei partner umani dei Digimon per attivarsi, ovvero un forte grado di empatia con il proprio Digimon, sommato alla voglia di avere successo.

### Digimon Fusion Battles
Digimon Fusion Battles (デジモンクロスウォーズ?, Dejimon Kurosu Wōzu, Digimon Xros Wars) è la sesta serie dedicata ai Digimon, che iniziò ad essere messa in onda il 6 luglio 2010 dopo un intervallo di tre anni e nove mesi dalla fine della quinta stagione. La serie torna ad uno stile di design dei personaggi simile a quello delle prime quattro stagioni, mentre la trama attraverso la storia torna sui toni più leggeri e giovanili di Adventure, Adventure 02 e Frontier; infatti, l'anime è mirato principalmente per un pubblico di bambini dai 6 ai 10 anni. La storia segue le vicende di un ragazzo chiamato Taiki Kudo che, insieme ai suoi amici Akari Hinomoto e Zenjiro Tsurugi, finisce a Digiworld, dove incontra il Digimon Shoutmon e i suoi amici. Potendo contare su un nuovo tipo di Digivice, noto come Xros Loader, Taiki riesce a combinare due o più Digimon in uno più potente grazie ad una tecnica nota come DigiXros. Formando ufficialmente la squadra Fusion Heart, Taiki, Shoutmon e i loro amici viaggiano per Digiworld per liberarlo dalla morsa della terribile Bagra Army, comandata da Bagramon.
Questa serie, rispetto alle precedenti, è stata ufficialmente suddivisa in tre archi narrativi contraddistinti da altrettanti titoli: mentre il primo è, semplicemente, intitolato come la serie stessa, gli altri due sono noti al pubblico come Digimon Xros Wars: The Evil Death Generals and the Seven Kingdoms (デジモンクロスウォーズ～悪のデスジェネラルと七人の王国～?, Dejimon Kurosu Wōzu ~Aku no Desu Jeneraru to Nanajin no Oukoku~) Digimon Xros Wars: I malvagi Death General e i sette regni, in italiano (episodi 31-54) e Digimon Xros Wars: The Boy Hunters who Leap through Time (デジモンクロスウォーズ～時を駆ける少年ハンターたち～?, Dejimon Kurosu Wōzu Toki wo Kakeru Shounen Hantā-tachi) Digimon Xros Wars: I giovani Hunter che viaggiano attraverso il tempo, in italiano (episodi 55-79).
Rispetto ai primi due archi narrativi, che seguono e concludono la storia introdotta dal primo episodio della serie, nel terzo arco si ha un completo cambio di ambientazione e del protagonista. Questo si deve al fatto che, inizialmente, tale storia era stata concepita come seguito della precedente, costituendo così una vera e propria serie del franchise. Tuttavia, in successive dichiarazioni dei produttori stessi, The Boy Hunters who Leap through Time è stato ufficializzato quale semplice arco narrativo, rendendo così Digimon Xros Wars la serie Digimon col numero più elevato di episodi mandati in onda.
La storia di The Boy Hunters who Leap through Time ha inizio un anno dopo la sconfitta di DarknessBagramon da parte della Fusion Heart ed è incentrata su Tagiru Akashi, il nuovo protagonista, che insieme agli amici Taiki Kudo e Yuu Amano, già protagonisti dei precedenti archi narrativi, e al suo Digimon partner, Gumdramon, si getta a capofitto in una nuova avventura: il Digimon Hunting.

### Digimon Adventure tri.
Digimon Adventure tri. (デジモンアドベンチャー ｔｒｉ?, Dejimon Adobenchā torai) è la settima serie dedicata ai Digimon, la quale non è una vera e propria serie televisiva bensì cinematografica. Composta di sei film, definiti capitoli, essa è il secondo sequel della prima serie, Digimon Adventure, i cui protagonisti ritornano per affrontare nuove storie. Nello specifico, le avventure si svolgono a circa tre anni dalla fine degli eventi della seconda serie, durante gli anni liceali di Tai Kamiya, ormai diciassettenne. Ogni capitolo della serie è incentrato sullo sviluppo psicologico ed emotivo di due degli otto “bambini prescelti”, ormai non più tanto “bambini” ma prossimi a diventare adulti, con tutte le problematiche che questo comporta.
I sei capitoli in questione sono:
- Saikai (再会? lett. Riunione) - Capitolo incentrato su Tai Kamiya e Matt Ishida, uscito nelle sale giapponesi il 21 novembre 2015.[9]
- Ketsui (決意? lett. Determinazione) - Capitolo incentrato su Joe Kido e Mimi Tachikawa, uscito nelle sale giapponesi il 12 marzo 2016.[10]
- Kokuhaku (告白? lett. Confessione) - Capitolo incentrato su TK Takaishi e Izzy Izumi, uscito nelle sale giapponesi il 24 settembre 2016.[11]
- Sōshitsu (損失? lett. Perdita) - Capitolo incentrato su Sora Takenouchi, uscito nelle sale giapponesi il 25 febbraio 2017.[12]
- Kyōsei (共生? lett. Simbiosi) - Capitolo incentrato su Kari Kamiya e Meiko Mochizuki, uscito nelle sale giapponesi il 29 settembre 2017.[13]
- Bokura no mirai (ぼくらの未来? lett. Il nostro futuro) - Capitolo finale, uscito nelle sale giapponesi il 5 maggio 2018.

### Digimon Universe: Appli Monsters
Digimon Universe: Appli Monsters (デジモンユニバース アプリモンスターズ?, Dejimon Yunibāsu Apuri Monsutāzu) è l'ottava serie dedicata ai Digimon. Tutti gli esseri umani sono soliti utilizzare gli smartphone, ma essi non sanno che al loro interno sono celati gli "Appli Monsters", detti anche "Appmon". Gli Appmon sono delle intelligenze artificiali che hanno preso forma e che pensano e agiscono di propria iniziativa. Queste particolari creature vivono nel confine fra mondo reale e spazio digitale e sono ciò che consentono l'interazione e il funzionamento fra umani e sistema.
Tuttavia, nel vasto "mare" di internet, un'entità intelligente di nome "Leviathan" riesce a soggiogare gli Appmon con l'ausilio di un virus ed è pronta a controllare il mondo umano, iniziandone ad hackerare ogni sistema.
Sarà compito di Haru Shinkai, ragazzo tredicenne da sempre desideroso di essere il protagonista di un'epica avventura, e del suo fedele Appmon Gatchmon quello di scoprire i veri intenti di Leviathan e di ostacolarli prima che si verifichi l'inevitabile.

### Digimon Adventure:
Digimon Adventure: ( ジ モ ン ア ド ベ ン チ ャ ー ：, Dejimon Adobenchā:), è la nona serie animata dedita al franchise Digimon, ed è un reboot della serie originale del 1999 (Digimon Adventure). Ambientata nel 2020 con gli stessi protagonisti della serie originale.

### Digimon Ghost Game
Digimon Ghost Game (デジモンゴーストゲーム, Dejimon Gōsuto Gēmu), è la decima serie animata dedicata al franchise Digimon. In un futuro relativamente prossimo è stata sviluppata una nuova tecnologia. Sui social network circolano voci di misteriosi fenomeni di origine sconosciuta chiamati "fantasmi olografici". Hiro Amanokawa, studente del primo anno di scuola media, attiva un misterioso dispositivo lasciato da suo padre, noto come "Digivice". Quando viene attivato, può vedere creature sconosciute che la gente comune non può vedere, i "Digimon". Dal giorno in cui incontra il Digimon "Gammamon", affidatogli da suo padre, Hiro viene coinvolto in vari strani fenomeni: un uomo con la bocca cucita ruba il tempo agli esseri umani, un uomo mummia si aggira ogni notte e rapisce le persone. I fantasmi olografici sono proprio accanto a noi e stanno per prenderci. Da qui in poi, inizia una storia dall'altra parte del mondo che nessuno conosceva. Insieme a Gammamon e ai suoi amici, Hiro entra nel misterioso mondo in cui vivono i Digimon.

## Lungometraggi
In Giappone sono stati realizzati dodici film dedicati ai Digimon, escludendo dal conteggio i sei che compongono Digimon Adventure tri.. I primi sette sono tutti direttamente connessi alle prime quattro serie anime (due per ogni serie tranne che per Digimon Frontier, che ne ha solo uno; e Fusion Battles, che non ne ha); ce n'è un ottavo, Digital Monster X-Evolution, che ha invece avuto origine dalla linea di merchandise del manga Digimon Chronicle. Il nono e il decimo film, tornando alla modalità delle prime tre serie, sono dedicati a Digimon Savers, mentre l'undicesimo e finora ultimo film, piuttosto unico nel suo genere, torna ad essere dedicato al mondo di Digimon Adventure e Digimon Adventure 02. Il dodicesimo film torna ad essere dedicato alla prima serie Digimon Adventure ambientato 5 anni dopo gli eventi di Digimon Adventure tri. Al 2019, solo i primi sette film e il dodicesimo sono stati pubblicati e distribuiti a livello internazionale.
Ecco la lista completa dei film tratti dalla saga di Digimon:
- Digimon Adventure
- Digimon Adventure: Bokura no War Game!
- Digimon Adventure 02: Zenpen: Digimon Hurricane Jōriku!!/Kōhen: Chōzetsu Shinka!! Ōgon no Digimentals[14]
- Digimon Adventure 02: Diablomon no Gyakushū
- Digimon Tamers: Bōkensha-tachi no Tatakai
- Digimon Tamers: Bōsō Digimon Tokkyū
- Digimon Frontier: Kodai Digimon Fukkatsu!!
- Digital Monster X-Evolution
- Digimon Savers THE MOVIE Kyūkyoku Pawā! Bāsuto Mōdo Hatsudō!!
- Digimon Savers 3D - Digital World kiki ippatsu!
- Digimon Adventure 3D: Digimon Grandprix!
- Digimon Adventure: Last Evolution Kizuna
- Digimon Adventure 02: The Beginning

### Altre versioni
La première della serie negli Stati Uniti fu trasmessa nell'agosto 1999 dalla Fox. Fu doppiata dalla Saban (successivamente Sensation Animation) e fu inizialmente messa in onda sui network Fox Kids e Fox Family. Le prime quattro serie sono state rinominate collettivamente Digimon: Digital Monsters. Alcune scene dalla versione originale furono tagliate dalla Fox, oppure modificate, per adattare la serie agli standard della Fox, secondo i quali numerose scene erano inappropriate per il target di età cui lo show si riferiva. Spesso i dialoghi sono stati cambiati e lo show è diventato meno "serioso" nei toni rispetto alla versione giapponese, con l'aggiunta di numerosi scherzi e con dialoghi aggiuntivi, e con una soundtrack completamente diversa, a causa di questioni di licenza. Un'altra differenza importante del doppiaggio consiste nell'usare diversi doppiatori per diverse forme di un certo Digimon, mentre in Giappone il doppiatore a stento cambiava il suo tono di voce, che a volte veniva cambiato dagli effetti sonori. I secondi spesso servivano per dare ai personaggi una voce tipicamente infantile ad alta frequenza piuttosto che una voce mostruosa o chiaramente maschile.
Dopo che la Disney acquisì la Saban durante la terza serie, quest'ultima e le due precedenti passarono al network via cavo ABC Family, mentre la quarta (Frontier) iniziò ad essere trasmessa su UPN e PAX Network in altre aree. Questo accadde a causa di un accordo tra Disney e UPN, che si concluse con Digimon Frontier. Frontier passò poi anch'essa su ABC Family poco dopo. Digimon continuò ad essere trasmesso in blocco sul nuovo canale nato dalle ceneri di Toon Disney, Disney XD. Dal 1º ottobre 2007 al 1º novembre 2008, sempre su Disney XD, fu trasmessa la quinta serie Digimon Savers col titolo Digimon Data Squad. Successivamente la Disney perde i diritti per il franchise, ma non prima di aver doppiato il quarto, quinto, sesto e settimo film in lingua inglese.
Nel 2012 la Saban, ora nota come Saban Brands, ottiene nuovamente i diritti per la serie, occupandosi della distribuzione della sesta serie (rinominata Digimon Fusion) al di fuori dell'Asia (eccezion fatta per l'Italia). Al 2016 la trasmissione della serie non è stata ancora terminata in Nord America ed è ferma all'episodio 54.
Lo show fu trasmesso anche in altre parti del Nord America. In Canada, la versione Saban fu trasmessa da YTV. Nell'area insulare di Porto Rico, lo show fu ridoppiato in spagnolo, mentre in Quebec (dove Digimon Adventure era stato trasmesso da TQS e Digimon Adventure 02 da TÉLÉTOON), fu ridoppiato in francese. Una versione francese di Digimon Tamers andò in onda in Francia, ma non in Nord America.
Quando la travolgente popolarità dei Pokémon raggiunse anche l'India e il Pakistan, Cartoon Network iniziò a trasmettere anche i loro diretti rivali, i Digimon, nel 2004. Successivamente, dopo due stagioni, essi smisero di essere trasmessi alla fine dello stesso anno.
Digimon fu comunque trasmesso a livello internazionale. Nel Regno Unito Digimon fu trasmesso da Fox Kids UK (ora Jetix), canale via cavo/satellite, e anche da CiTV. Tuttavia, a causa di errori di licenza avvenuti nel cambio da Fox Kids a Jetix, Digimon Frontier (la quarta stagione) non è stato trasmesso in alcun modo nel Regno Unito e lo show in generale è assente dai palinsesti della sua incarnazione Jetix fin dall'inizio del 2005. Tuttavia, Digimon Savers è stato trasmesso nel Regno Unito dal canale per bambini Kix. Lo show fu trasmesso anche in altri paesi come l'Irlanda, il SudAfrica, la Bulgaria, l'Islanda, la Malaysia, l'Australia, il Messico, l'Argentina, il Cile e altri.
Le versioni latinoamericana, brasiliana, spagnola, tedesca, slovena, croata, serba e italiana sono completamente libere dalla censura e dei tagli apportati alla versione originale giapponese, mentre altre versioni come quella francese, ceca, ungherese, israeliana, polacca, olandese e scandinave sono basate invece sull'edizione americana realizzata dalla Saban. Questo vale, quantomeno, per le prime quattro serie. Infatti, in America Latina e Brasile Digimon Adventure, Digimon Adventure 02, Digimon Tamers e Digimon Frontier sono andati in onda su Fox Kids e successivamente su Jetix fino ai primi mesi del 2005, anno in cui furono tutte tolte dai palinsesti. A cominciare dal 4 luglio 2009, repliche di Digimon Frontier sono state trasmesse su Disney XD in America Latina, mentre in Brasile TV Globo trasmise Digimon Savers dall'agosto al settembre 2009. Disney XD ricominciò poi a trasmetterlo nel 2010, salvo poi interromperlo dopo trentasei episodi. Tuttavia, a febbraio 2011 l'anime è ripreso e poi terminato. In America Latina, invece, arrivarono la quinta e la sesta serie nelle loro corrispettive versioni americane, Digimon Data Squad e Digimon Fusion, nel 2010 e nel 2014.
A causa dell'accordo stipulato tra Saban Brands e Toei Animation nel 2012, tutti i paesi al di fuori dell'Asia che hanno acquistato la sesta serie, Digimon Xros Wars, hanno trasmesso la versione americana. L'unico paese a fare eccezione è l'Italia, in quanto la RAI ha ottenuto i diritti della serie prima che si verificasse tale accordo. Rinominata Digimon Fusion Battles, la serie italiana è dunque priva di censure ed è stata trasmessa da giugno a novembre 2013 inizialmente su Rai Due, per poi passare su Rai Gulp. Tuttavia, va ricordato che, al 2016, la quinta serie è ancora inedita in Italia.
Digimon è stato trasmesso anche nelle Filippine all'inizio del 2000 su ABS-CBN. Andava in onda il venerdì sera alle 19:30. ABS-CBN assunse doppiatori filippini per doppiare lo show in inglese. Questo tipo di doppiaggio è per la maggior parte simile all'originale. Nonostante fosse usata la versione giapponese dello show come riferimento per il doppiaggio, alcune voci sembrano suonare come quelle della versione americana (ad esempio la voce di Tai è più simile a quella di un adolescente piuttosto che a quella di un bambino) o completamente riconducibile al cast di doppiaggio (la voce profonda, baritonale di Gabumon). L'intera serie di Digimon Adventure fu doppiata in inglese (per cercare di competere con la versione della 4Kids di Pokémon che andava in onda sul network rivale GMA 7 allo stesso giorno e orario), così come Digimon Adventure 02. La seconda stagione andò in onda all'interno di un nuovo blocco del sabato, alle 10 di mattina, due settimane dopo la fine della prima stagione. Questa stagione fu doppiata sia in inglese sia in tagalog, così da essere compatibile con gli altri show del blocco. Nel 2003 il Cartoon Network filippino iniziò a trasmettere Digimon Tamers, quindi nel tardo 2004 Digimon Frontier. Questa volta, così come alcuni altri anime trasmessi in quel periodo, Digimon venne affidato a doppiatori di Singapore. Tamers e Frontier furono doppiati in filippino quando le due serie andavano in onda su ABS-CBN quell'anno nel suo palinsesto mattutino dedicato all'animazione (prima Tamers, seguito da Frontier dopo pochi mesi). Digimon Savers iniziò invece ad essere trasmesso l'8 settembre 2008 ed è attualmente terminato. In ogni caso, da gennaio 2008, il canale gemello di ABS-CBN, Hero, iniziò la trasmissione del primo anime mai doppiato nella sola lingua tagalog con Digimon Adventure. A gennaio 2011, la stagione in onda su Hero è Digimon Savers.

## Fumetti
I Digimon sono apparsi per la prima volta in forma narrativa come manga one-shot (ovvero una storia autoconclusiva contenuta in albo singolo a margine di serie regolari) C'mon Digimon, pubblicato nell'estate del 1997. C'mon Digimon sdoganò il popolare manga Digimon Adventure V-Tamer 01, scritto da Hiroshi Izawa, che iniziò ad essere distribuito il 21 novembre 1998.

### Il manhua di Yuen Wong Yu
Un manhua cinese fu scritto e disegnato da Yuen Wong Yu (余 遠鍠 Yu Yuen-wong), che basò la sua trama su quella delle serie televisive. Questo adattamento vide sviluppare Digimon Adventure in cinque volumi, Digimon Adventure 02 in due, Digimon Tamers in quattro e Digimon Frontier in tre. Le storie originali si presentano in versione pesantemente ridotta, inoltre in rare occasioni gli eventi prendono una piega diversa rispetto all'anime.
La versione in linguaggio cantonese fu pubblicata dalla Rightman Publishing Ltd. a Hong Kong.
Furono pubblicate anche due versioni inglesi. La prima era della Chuang Yi, realizzata per il Singapore. La seconda, che fu scritta da Lianne Sentar, fu pubblicata dalla TOKYOPOP in Nord America. I tre volumi di Digimon Frontier sono stati pubblicati dalla Chuang Yi in inglese. Questi ultimi non sono stati importati dalla TOKYOPOP in Nord America o in Europa. In ogni caso le pubblicazioni della Chuang Yi riguardo a Digimon Frontier furono distribuite dalla Madman Entertainment in Australia.

### Dark Horse
La Dark Horse Comics pubblicò dei fumetti sui Digimon in perfetto stile americano, adattando i primi tredici episodi di Digimon Adventure in doppiaggio inglese nel 2001. La storia fu scritta da Daniel Horn e Ryan Hill e illustrata da Daniel Horn e Cara L. Niece.

### Panini
La compagnia di pubblicazioni europee Panini, si avvicinò ai Digimon in diversi modi in diversi paesi. Mentre in Germania creò i propri adattamenti degli episodi della serie TV, nel Regno Unito ristampò i titoli della Dark Horse, quindi tradusse alcuni degli adattamenti tedeschi per gli episodi di Adventure 02. Alla fine ai fumetti inglesi furono date le proprie storie, che fecero la loro apparizione sia nel Digimon Magazine ufficiale inglese che nel magazine ufficiale della compagna Fox Kids UK, Wickid. Queste storie inedite seguivano solo sporadicamente la continuity di Adventure 02. Quando i fumetti si dedicarono alla serie Tamers, le trame si adattarono a quelle originali in modo più rigido; a volte si dedicava anche alla trattazione di argomenti che nell'anime originale non erano stati presi in considerazione (come il passato di Mitsuo Yamaki) o degli adattamenti inglesi di serie e film (come la storia di Ryō Akiyama o i film che rimasero senza doppiaggio fino al 2005). In un tentativo di risparmiare denaro, le storie originali furono in seguito rimosse dal Digimon Magazine, che ritornò a stampare adattamenti tedeschi tradotti degli episodi di Tamers. Alla fine, entrambi i magazine furono cancellati.

## Videogiochi
La serie Digimon comprende un grande numero di videogiochi che solitamente posseggono una propria trama indipendente, ad eccezione di alcuni che a volte si collegano con le serie anime o quelle manga. I giochi comprendono un certo numero di generi, tra cui simulatori di vita, giochi d'avventura, giochi di carte, picchiaduro ad incontri e MMORPG, anche se la maggior parte di essi rientra nella categoria Action RPG.
I videogiochi dedicati al mondo dei Digimon sono attualmente quarantatré, escludendo dal conteggio giochi per smartphone, browser games e giochi arcade. Nove di essi fanno parte della serie di Digimon World, che comprende il titolo originale, Digimon World, e i suoi sequel, Digimon World 2, Digimon World 2003, Digimon World 4, Digimon Digital Card Battle, Digimon World: Digital Card Battle, Digimon World Re:Digitize, Digimon World Re:Digitize Decode e Digimon World: Next Order. I primi quattro giochi della serie sono action RPG, mentre Digital Card Battle e Digital Card Arena sono dei videogiochi di carte. Per quanto riguarda il terzultimo titolo, Re:Digitize, esso è stato concepito come una sorta di rifacimento del primo titolo che ha dato inizio alla saga e, pertanto, ne riutilizza gli stessi meccanismi di gioco, riadattandoli alle nuove esigenze.. Re:Digitize Decode è, invece, un suo porting su Nintendo 3DS (l'originale era su PSP), con l'aggiunta di nuove storie e contenuti che hanno raddoppiato la durata complessiva del titolo. Gli sviluppatori stessi ritengono lo si possa considerare quasi come un vero e proprio sequel. Infine, Digimon World: Next Order riprende anch'esso le stesse meccaniche di questi titoli, con la differenza che il personaggio principale gestisce contemporaneamente la crescita di due Digimon partner. Re:Digitize, Decode e Next Order sono dei sequel del primo Digimon World anche a livello di storia e non solo di meccanica di gioco, con la ricomparsa del suo personaggio principale ormai divenuto adulto. Altra famosa serie è quella che riguarda Digimon Story e i suoi quattro sequel Digimon Story: Sunburst e Moonlight, Digimon Story: Lost Evolution, Digimon Story: Super Xros Wars e Digimon Story: Cyber Sleuth. C'è poi una serie di giochi per WonderSwan con protagonista il celebre Ryō Akiyama, personaggio già apparso in Adventure 02 e Tamers. Questa saga comprende altri quattro giochi: Digimon Adventure: Anode/Cathode Tamer, Digimon Adventure 02: Tag Tamers, Digimon Adventure 02: D-1 Tamers e Digimon Tamers: Brave Tamer. Gli altri ventitré giochi dedicati all'universo dei Digimon possono facilmente essere suddivisi per tipologia di gioco: simulatori di vita (Digimon Championship, Digital Monster Ver. S: Digimon Tamers e Digital Monster Card Game Ver. WS, insieme ad altri quattro giochi compatibili solo con la console PocketStation), picchiaduro ad incontri, (Digimon Battle Spirit, Digimon Tamers: Battle Spirit Ver. 1.5, Digimon Battle Spirit 2, Digimon Rumble Arena, Digimon Rumble Arena 2 e Digimon All-Star Rumble), videogiochi di ruolo comuni (Digimon Adventure 02: Digital Partner, Digimon Tamers: Digimon Medley, Digimon Savers: Another Mission, Digital Monster D-Project e Digimon Adventure) e MMORPG (Digimon RPG e Digimon Masters). Esistono infine tre giochi, Digital Monster Card Game Ver. WonderSwan Color, Digimon Racing e Digimon Park, che si ritrovano esclusi da tutte le categorie sopra elencate, poiché sono, rispettivamente, un videogioco di carte (gli altri due giochi appartenenti a questa categoria rientrano nella serie World), un simulatore di guida e un videogioco educativo.
Nel 2016, contemporaneamente al debutto dell'ottava serie animata, Digimon Universe: Appli Monsters, è stato pubblicato un titolo omonimo per Nintendo 3DS. Nel 2018 è uscito Digimon ReArise, per smartphone.
In Nord America sono stati importati e distribuiti solo diciotto di questi giochi. Tuttavia, la denominazione e la suddivisione originale dei giochi è stata cambiata e, in alcuni casi, letteralmente stravolta. Dopo aver importato i primi quattro titoli della serie World, infatti, Digimon Savers: Another Mission è stato aggiunto arbitrariamente alla serie con il nome Digimon World Data Squad, benché in originale esso non ne faccia assolutamente parte. Stessa sorte hanno subito Digimon Story, che è stato importato con il nome Digimon World DS, e il suo sequel Digimon Story: Sunburst e Moonlight, rinominato Digimon World: Dawn and Dusk, oltre a Digimon Championship, anch'esso aggiunto alla serie World e importato con il nome Digimon World Championship. Discorso a parte merita il gioco di carte Digimon World Digital Card Arena, già appartenente alla serie di World, che è stato inspiegabilmente importato in America con il nome Digimon Digital Card Battle, nome quasi identico (manca solo la parola World) a quello dell'altro gioco omonimo della serie World e che non ha mai varcato i confini del Giappone, Digimon World: Digital Card Battle. Gli altri giochi importati sono Digimon RPG (con denominazione diversa), Digimon Masters, Digimon Battle Spirit e Digimon Battle Spirit 2, Digimon Racing e Digimon Rumble Arena e Digimon Rumble Arena 2, benché questi ultimi nella serie originale presentassero tutt'altra denominazione e non facessero nemmeno parte della stessa serie. Dal 2014, dopo circa sei anni dall'ultima uscita statunitense di un titolo dedicato al franchise, nuovi titoli dedicati al franchise sono stati pubblicati. In particolare, il gioco picchiaduro dal titolo Digimon All-Star Rumble è stato realizzato appositamente per il mercato occidentale, debuttando l'11 novembre 2014. Nel 2016, infine, è stato importato l'ultimo capitolo della serie story, mantenendovi il nome originale, Digimon Story: Cyber Sleuth.
In Italia, invece, sono solo undici i giochi importati e distribuiti. Si tratta di Digimon World, Digimon World 2003, Digimon World 4, Digimon Battle Spirit, Digimon Battle Spirit 2, Digimon Racing, Digimon Rumble Arena, Digimon Rumble Arena 2 e Digimon World Digital Card Arena, benché quest'ultimo sia stato introdotto con il nome americano Digimon Digital Card Battle e mai nemmeno tradotto dalla lingua inglese. Dal 2014, dopo circa dieci anni dall'ultima uscita europea di un titolo dedicato al franchise, nuovi titoli dedicati al franchise sono stati pubblicati. In particolare, il gioco picchiaduro dal titolo Digimon All-Star Rumble è stato realizzato appositamente per il mercato occidentale, debuttando il 14 novembre 2014. Nel 2016, infine, è stato importato l'ultimo capitolo della serie story, mantenendovi il nome originale, Digimon Story: Cyber Sleuth.

## Giochi di carte
Alle serie di Digimon sono stati dedicati svariati giochi di carte collezionabili, il primo dei quali fu introdotto in Giappone nel 1999, dalla Bandai con il nome Digital Monster Card Game (デジタルモンスター カードゲーム?, Dejitaru Monsutaa Kaado Geemu). In tutti gli altri paesi, esso è conosciuto come Digi-Battle. Questo gioco di carte costituisce, inoltre, l'elemento principale di alcuni videogiochi (nello specifico Digimon World: Digital Card Battle, Digimon Digital Card Battle e Digital Monster Card Game Ver. WonderSwan Color) ed è ripreso anche in Digimon World 2003.
In Italia, l'importazione si è fermata allo starter set di 62 carte, denominato "Modulo di Base", e alla prima serie di espansione, comprendente altre 54 carte. Tuttavia, è stato distribuito un set di carte plastificate da collezione: si tratta di quindici carte in cui sono state riportate le Digievoluzioni della prima serie televisiva trasmessa in Italia. Tra le Digievoluzioni distinguiamo quelle di "Digimon di primo stadio", "Digimon intermedio", "Digimon campione" e solo una di tipo "Digimon evoluto" assegnata a MetalGreymon. Sono inoltre riportati dei dati che riguardano gruppo di appartenenza (tra cui "Digimon primo stadio", "Digimon rettile", "Digisauro", "Digimon androide", "Digimon insetto", "Digimon acquatico", "Digimon animale", "Digimon vegetale", "Digimon mammifero", "Digimon angelo", "Digimon volatile"), tipo, tecnica e dimensione.
In Nord America, oltre ad essere andati avanti con la pubblicazione di nuove carte e aver ideato la modalità di gioco alternativa “Street Battle”, sono stati distribuiti altri tre giochi di carte: Digimon D-Tector Card Game, Digimon Collectible Card Game e Digimon Fusion Collectible Card Game.
In Giappone, invece, oltre al primo gioco di carte citato sono stati realizzati altri due giochi: Digital Monster Card Game Alpha e Digimon Xros Wars Super Digica Taisen. Entrambi fanno ausilio di cabinati arcade per ampliare l'esperienza di gioco.
Un caso a parte è costituito da Digimon Jintrix il quale, pur facendo uso di carte fisiche, si svolge prevalentemente online, tramite l'apposito portale.
Nel 2016, contemporaneamente al debutto dell'ottava serie animata, Digimon Universe: Appli Monsters, è prevista l'uscita di un nuovo gioco di carte dal titolo Digimon Universe Appli Monsters Card Game. Anche questa serie di carte prevede l'interazione con cabinati arcade per ampliare l'esperienza di gioco.

## Web novel
Nel 2023, per festeggiare il 25º anniversario del franchise, Bandai ha iniziato a pubblicare il romanzo Digimon Seekers (デジモンシーカーズ?, Dejimon Shīkāzu) sul sito ufficiale di Digimon, simultaneamente in inglese, giapponese e cinese. I capitoli del romanzo saranno pubblicati per circa un anno.

## Confronto con i Pokémon
La storia di Digimon è stata a volte segnata dalla rivalità con il media franchise Pokémon, poiché entrambi hanno un target rivolto ai bambini e trattano di un'interazione tra degli esseri umani e dei mostri immaginari, oltre ad aver debuttato come anime in un periodo di tempo molto simile. Descritti come "gli altri 'mon" da Juan Castro di IGN, i Digimon non hanno goduto degli stessi livelli di popolarità e successo internazionale dei Pokémon, ma hanno mantenuto una solida base di fan. Lucas M. Thomas di IGN affermò che i Pokémon "costituiscono il costante termine di competizione e paragone dei Digimon", attribuendo a questi ultimi un successo relativo rispetto alla semplicità della meccanica dell'evoluzione dei Pokémon contrapposta alla Digievoluzione. I due sono stati notati per somiglianze concettuali e stilistiche da fonti come GameZone. Esiste praticamente da sempre un dibattito tra i fan su quale dei due franchise sia stato creato per primo. In realtà, la prima creazione relativa all'universo dei Pokémon, Pokémon Rosso e Blu, uscì inizialmente in Giappone il 27 febbraio 1996, mentre il Digimon virtual pet fu distribuito a partire dal 26 giugno 1997.
Dal punto di vista tematico, tuttavia, Pokémon e Digimon hanno ben poco in comune. La controparte umana di Digimon quasi sempre ha solo un Digimon partner, mentre gli allenatori di Pokémon possono avere quanti Pokémon desiderano nel caso in cui posseggano sufficienti Poké Ball (in ogni caso è permesso trasportarne solo sei alla volta); in Pokémon, catturare e allenare più mostri costituisce il punto focale dell'intera serie, mentre in Digimon il punto focale sta nel costituire e sviluppare un legame affettivo con loro e sconfiggere le forze del male. Un essere umano diverrà un Digiprescelto se, come suggerisce il nome, esso sarà prescelto per condividere un legame speciale con loro, mentre in Pokémon chiunque abbia già compiuto dieci anni di età può diventare un allenatore e può possedere qualsiasi Pokémon egli catturi. Alcuni videogiochi dedicati ai Digimon si basano anche sulla sportività, ma lo scopo finale delle battaglie consiste nel sopravvivere o nel diventare la "forma di vita digitale definitiva" distruggendo i propri nemici, opposto alle battaglie fra Pokémon nelle quali questi a stento svengono. Inoltre, una volta che un Pokémon accede all'evoluzione, non ha modo di tornare al suo stadio originale, mentre un Digimon può farlo.
Anche se sia i Pokémon che i Digimon sono creature selvagge e mostrano spesso un comportamento puramente istintivo, i Digimon sono mostri antropomorfizzati, potendo contare sul linguaggio umano e su una propria individualità. Nel franchise Pokémon la maggior parte dei Pokémon si comporterà in modo malvagio solo se l'allenatore li comanderà in tal senso (con alcune eccezioni), mentre nel franchise Digimon ci sono alcuni Digimon che hanno deciso di diventare malvagi di loro volontà (Devimon ad esempio). Nonostante esistano alcune eccezioni, non ultime Meowth del Team Rocket e alcuni Pokémon leggendari (tra cui Mewtwo), la maggior parte dei Pokémon è in grado di pronunciare solo le sillabe che compongono il loro nome e sono incapaci di comunicare tramite il linguaggio normale. Gli allenatori sono in grado di capire i loro Pokémon fino ad un certo punto; i Pokémon possono capire il linguaggio umano, soprattutto gli ordini diretti dei propri allenatori. E ancora, i Pokémon e i loro allenatori esistono in un mondo completamente immaginario con nessuna connessione a quello reale. In questo mondo gli animali sono quasi completamente assenti, essendo sostituiti dai Pokémon come loro equivalenti. In Digimon, Digiworld è un universo parallelo subdimensionale del mondo reale; inoltre, la quasi totalità delle storie si svolgono tra il Giappone e Digiworld, anche se in rari casi i Digiprescelti e i loro Digimon partner viaggiano verso altri paesi o dimensioni. La maggior parte di Digimon si concentra sull'interazione tra i due mondi e su come uno possa avere effetto sull'altro. I Pokémon sono inoltre organismi biologici organici, ricorrendo solitamente a delle abilità naturali in battaglia piuttosto che ad armi (anche se in rari casi dispongono di una sorta di armamento che è comunque organico o non convenzionale). I Digimon sono composti di dati che possono divenire fisici quando interagiscono con il mondo reale. Per questa ragione i Digimon possono apparire in quasi qualsiasi forma, tra cui, ma non solo: macchine, animali, creature mitologiche, androidi, giocattoli, umanoidi, demoni, angeli e tanti altri. A causa di ciò, molti Digimon portano con sé armi che possono variare da una semplice spada a dei razzi ad emissione di laser termorilevatori.